# Anna Cora Mowatt

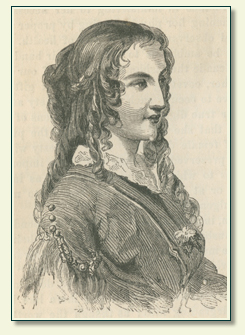
Anna Cora Mowatt

Anna Cora Mowatt Ritchie (* 5. März 1819 in Bordeaux, Frankreich; † 21. Juli 1870 in Twickenham, Vereinigtes Königreich) war eine US-amerikanische Autorin, Dramatikerin und Schauspielerin.

## Biografie
Geboren als Anna Cora Ogden in Bordeaux, Frankreich, war sie das zehnte von elf Kindern. Ihr Vater war Samuel Gouverneur Ogden (1779–1860) und ihre Mutter war Eliza Lewis Ogden (1785–1836), die Enkelin von Francis Lewis, einem der Unterzeichner der Unabhängigkeitserklärung der USA. 1826 zog die Familie in die USA zurück.
Am 6. Oktober 1834 heiratete sie James Mowatt (1805–1849), einen Rechtsanwalt. Sie zogen nach Flatbush, New York um. Ihr erstes Buch, Pelayo, or The Cavern of Covadonga, wurde 1836 veröffentlicht unter dem Pseudonym "Isabel". Unter einem anderen Pseudonym, Henry C. Browning, schrieb sie eine Biografie über Johann Wolfgang von Goethe.
1845 wurde ihr bekanntestes Stück, Fashion, veröffentlicht. Im selben Jahr begann sie ihre Karriere als Schauspielerin in der Inszenierung von The Lady of Lyons.